# Scooby-Doo Hollywoodba megy
A Scooby-Doo Hollywoodba megy (eredeti cím: Scooby-Doo Goes Hollywood) 1979-ben bemutatott amerikai televíziós rajzfilm. Rendezője Ray Patterson, producere Don Jurwich, írói Dick Robbins és Duane Poole, zeneszerzője Hoyt Curtin. A Hanna-Barbera Productions gyártásában készült, a Taft Broadcasting, a Worldvision Enterprises, a Great American Broadcasting, a Turner Entertainment és a Warner Bros. Animation forgalmazta. Műfaját tekintve filmvígjáték és fantasyfilm.
Amerikában 1979. december 13-án mutatta be az ABC csatorna.

## Cselekmény
A film ezúttal nem a Rejtély Rt. egy szörnyvadászatát és leleplezését mutatja be, hanem kvázi önparódiaként funkcionál. A történet szerint a sorozat egyik epizódjának forgatása után Scooby és Bozont belefáradnak abba, hogy szinte minden epizódban ugyanolyan helyzetekbe kerülnek, ezért ott akarják hagyni a műsort és saját produkciót készítenének. A duó többfélével próbálkozik, melyek nagy része egy korábbi film vagy sorozat (pl. A muzsika hangjai) Scooby-sított változata.

## Szereplők
| Szereplő            | Eredeti hang     | Magyar hang       |
| ------------------- | ---------------- | ----------------- |
| Scooby-Doo          | Don Messick      | Vass Gábor        |
| Bulldog             | Don Messick      | Bolla Róbert      |
| Bozont              | Casey Kasem      | Fekete Zoltán     |
| Fred                | Frank Welker     | Bódy Gergely      |
| Groove              | Frank Welker     | Seder Gábor       |
| Diána               | Heather North    | Hámori Eszter     |
| Vilma               | Patricia Stevens | Madarász Éva      |
| C. J.               | Rip Taylor       | Dobránszky Zoltán |
| Romlott Jesse       | Michael Bell     | Faragó András     |
| V.P. Jackie Carlson | Michael Bell     | Szokol Péter      |
| Lavonne             | Joan Gerber      | Ősi Ildikó        |
| Rendező             | Stan Jones       | Gardi Tamás       |